# Supercoppa del Portogallo 2012 (hockey su pista)
La Supercoppa del Portogallo 2012 è stata la 30ª edizione dell'omonima competizione portoghese di hockey su pista. Il torneo ha avuto luogo il 29 settembre 2012. 
A conquistare il trofeo è stato il Benfica al settimo successo nella sua storia.

## Squadre partecipanti
| Club        | Qualificazione                       | Partecipazioni precedenti (il grassetto indica la vittoria)                              |
| ----------- | ------------------------------------ | ---------------------------------------------------------------------------------------- |
| Benfica     | Detentore della 1ª Divisão           | 1982, 1983, 1986, 1991, 1992, 1993, 1995, 1997, 1998, 2000, 2001, 2002, 2005, 2009, 2010 |
| Oliveirense | Detentore della Coppa del Portogallo | 1987, 1997, 2011                                                                         |

## Risultati
| Squadra 1 | Risultato | Squadra 2   |
| --------- | --------- | ----------- |
| Benfica   | 9 - 5     | Oliveirense |

| Paredes 29 settembre 2012 | Benfica | 9 – 5 | Oliveirense |  |